# Fudbalski Klub Novi Pazar 2014-2015
Questa voce raccoglie le informazioni riguardanti il Fudbalski Klub Novi Pazar nelle competizioni ufficiali della stagione 2014-2015.

## Rosa
| N. |                                 | Ruolo | Calciatore        |
| -- | ------------------------------- | ----- | ----------------- |
| 1  | Serbia (bandiera)               | P     | Zlatko Zečević    |
| 2  | Serbia (bandiera)               | D     | Bojan Đorđević    |
| 4  | Bosnia ed Erzegovina (bandiera) | D     | Željko Đokić      |
| 5  | Serbia (bandiera)               | C     | Miroljub Kostić   |
| 7  | Serbia (bandiera)               | D     | Siniša Stevanović |
| 8  | Serbia (bandiera)               | C     | Ivan Obrovac      |
| 9  | Serbia (bandiera)               | C     | Miloš Mijić       |
| 10 | Brasile (bandiera)              | A     | Richard Falcão    |
| 11 | Serbia (bandiera)               | C     | Filip Arsenijević |
| 17 | Brasile (bandiera)              | C     | Bruno Matos       |
| 20 | Serbia (bandiera)               | C     | Dejan Rusmir      |
| 21 | Serbia (bandiera)               | D     | Lazar Pajović     |
| 22 | Serbia (bandiera)               | P     | Jasmin Koč        |

| N. |                    | Ruolo | Calciatore           |
| -- | ------------------ | ----- | -------------------- |
| 23 | Serbia (bandiera)  | P     | Mladen Živković      |
| 26 | Serbia (bandiera)  | D     | Slobodan Vuković     |
| 27 | Serbia (bandiera)  | C     | Vladimir Radivojević |
| 30 | Serbia (bandiera)  | C     | Marko Jevtović       |
| 31 | Serbia (bandiera)  | D     | Žarko Udovičić       |
| 45 | Serbia (bandiera)  | A     | Anes Rušević         |
| 77 | Serbia (bandiera)  | C     | Predrag Pavlović     |
| 80 | Serbia (bandiera)  | C     | Edin Selimović       |
| 95 | Serbia (bandiera)  | A     | Anes Hot             |
| 99 | Serbia (bandiera)  | D     | Miloš Tintor         |
|    | Austria (bandiera) | C     | Armin Mašović        |
|    | Ecuador (bandiera) | C     | José Mina            |
|    | Ecuador (bandiera) | C     | José Gutiérrez       |